# La Intrusa
La Intrusa és una companyia de dansa creada el 1996 per Damián Muñoz i Virginia García. Han representat les seves coreografies en més de 30 països, destacant la seva tasca docent a diverses escoles i centres coreogràfics. Se centra en la creació, direcció i producció de projectes escènics i audiovisuals. Entre les seves obres més destacades hi ha Pobres Bestias (2009), Staff (2006), Ölelés (2004), 34 Negro (2003), Tres Tristes Stripteases (2003), Lecciones De Tinieblas (2002), Las Mentiras Del Entusiasmo (2001), Asiré (2000), Daño (1998), Humedades (1996).

## Premis i reconeixements
- Premio Nacional de Danza 2015[3]
- Premi MAX 2009 al Millor intèrpret masculí de dansa en l'obra STAFF (Damián Muñoz).
- Premi al millor espectacle per STAFF a la Fira d'Osca 2006.
- Premi al millor espectacle per Ölelés a la Fira d'Osca 2005.
- Premi Ciutat de Barcelona 2004 per l'obra Ölelés.